# Ратекау
Ратекау (њем. Ratekau) општина је у њемачкој савезној држави Шлезвиг-Холштајн. Једно је од 36 општинских средишта округа Остхолштајн. Према процјени из 2010. у општини је живјело 15.683 становника. Посједује регионалну шифру (AGS) 1055035, NUTS (DEF08) и LOCODE (DE RAK) код.

## Географски и демографски подаци
Ратекау се налази у савезној држави Шлезвиг-Холштајн у округу Остхолштајн. Општина се налази на надморској висини од 20 метара. Површина општине износи 59,6 km². У самом мјесту је, према процјени из 2010. године, живјело 15.683 становника. Просјечна густина становништва износи 263 становника/km².

## Међународна сарадња
| Мјесто | Држава | Врста сарадње | Од    |
| ------ | ------ | ------------- | ----- |
| Мон    | Данска | партнерство   | 2000. |
| Извор  |        |               |       |